# Dimu (Syria)
Dimu (arab. ديمو) – miejscowość w Syrii, w muhafazie Hama. W 2004 roku liczyła 1102 mieszkańców.